# Новоалександровка (Рубцовський район)
Новоалекса́ндровка (рос. Новоалександровка) — село у складі Рубцовського району Алтайського краю, Росія. Адміністративний центр Новоалександровської сільської ради.

## Населення
Населення — 905 осіб (2010; 1024 у 2002).
Національний склад (станом на 2002 рік):
- росіяни — 94 %